# Єдиноріг (сузір'я)

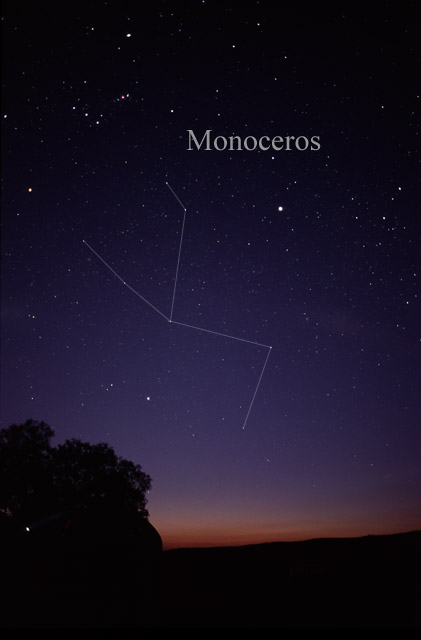
Сузір'я Єдинорога неозброєним оком

Єдинорі́г, також Одноріг (лат. Monoceros) — екваторіальне сузір'я. Містить 146 зірок, видимих неозброєним оком. Розташоване на небі всередині зимового трикутника, утвореного зорями Сіріус, Проціон і Бетельгейзе. Спостерігається по всій території України.

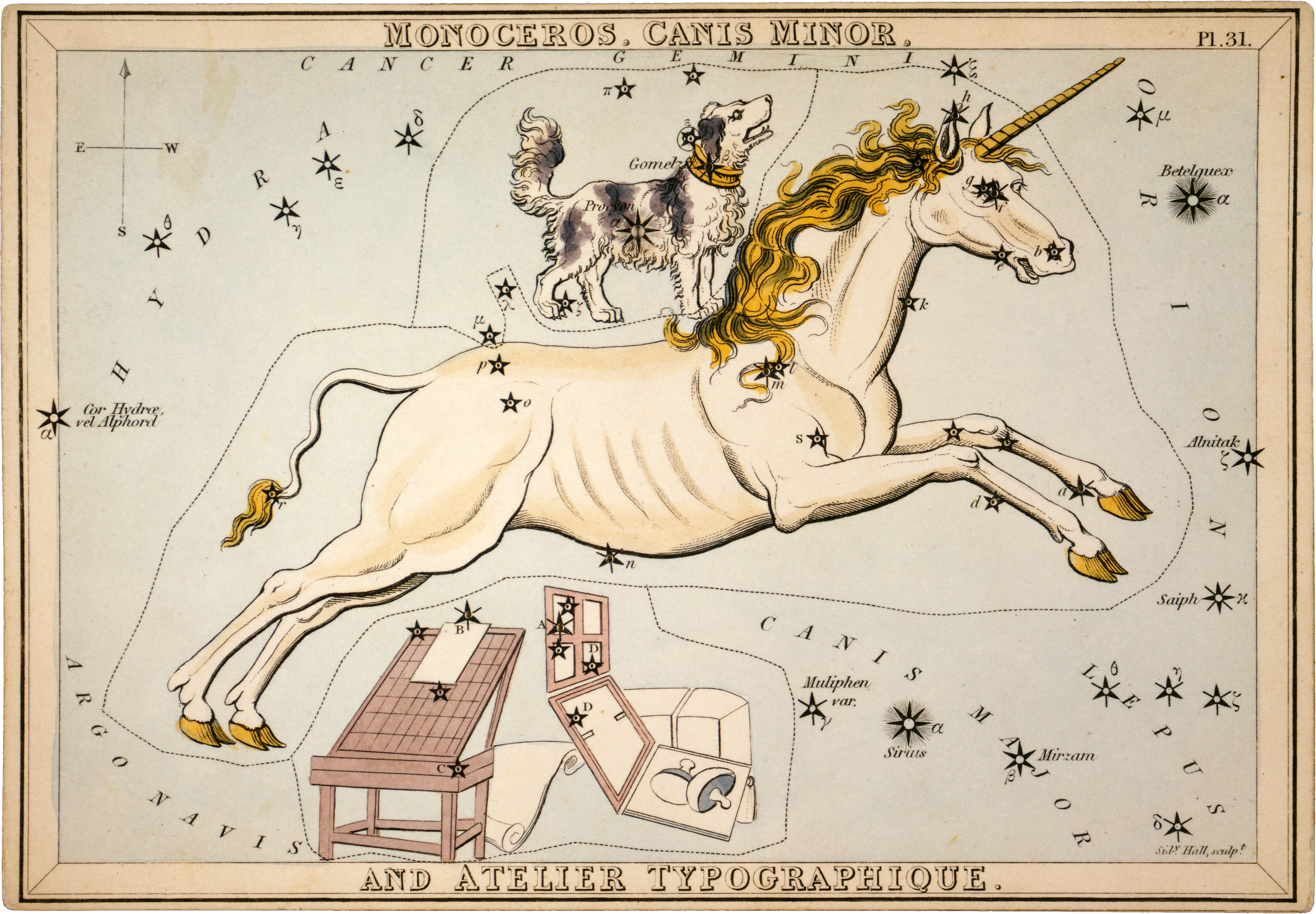
Сузір'я Єдиноріг із «Дзеркала Уранії», набору тематичних карток опублікованого у Лондоні, бл. 1825. Вище знаходиться Малий Пес, знизу — Типографічний Верстат (застаріле).

## Історія
Нове сузір'я. Перше точне визначення сузір'я Єдинорога зробив голландський астроном Петер Планціус, помістивши його на своєму небесному глобусі 1612 року. Згодом Якоб Барч помістив його у свій зоряний каталог під назвою Unicornus. Латинську назву Monoceros пізніше запропонував Ян Гевелій.
Є версії про давніше походження сузір'я. Праця з астрології, видана в 1564 році у Франкфурті описує «другого коня між Близнятами і Крабом, який має багато зірок, але не дуже яскравий». Цей опис, однак, не вказує точного місця розташування сузір'я і стосується коня, а не єдинорога.

## Зорі та інші цікаві об'єкти
Сузір'я не містить дуже яскравих зірок, найяскравіша зоря α — 3,94 m.
Зоря Бета Єдинорога — вражаюча потрійна система. Її першовідкривач Фрідріх Вільгельм Гершель охарактеризував її як «одне з найгарніших видовищ на небі».
Ще деякі варті уваги зорі у сузір'ї: V838 Єдинорога — зоря, яка перенесла великий вибух у 2002 році, Зоря Пласкетта — одна з наймасивніших подвійних зір, загальною масою приблизно у 100 Сонць.
Об'єкти далекого космосу:
розсіяне скупчення — М50;
емісійна туманність Розетка;
розсіяне скупчення Сніжинки з туманністю Конус.